# ترانسميريكا
ترانسميريكا (بالإنجليزية: Transamerica)‏ هو فيلم كوميدي درامي أمريكي من إنتاج سنة 2005 تم إنتاجه من قبل شركة آي إف سي للأفلام وشركة وينشتاين، الفيلم من بطولة فيليستي هوفمان وكيفين زيغرس وغراهام غرين ومن إخراج دنكن تاكر، الفيلم يتكلم عن قصة سفر إمراة متحولة جنسياً مع إبنها والتحديات التي تواجهها كونها محافظة يهودية، الفيلم تم ترشيحه لنيل جائزة أوسكار وفاز بجائزة غولدن غلوب للممثلة هوفمان.

## وصلات خارجية
- ترانسميريكا على موقع IMDb (الإنجليزية)
- ترانسميريكا على موقع ميتاكريتيك (الإنجليزية)
- ترانسميريكا على موقع روتن توميتوز (الإنجليزية)
- ترانسميريكا على موقع نتفليكس (الإنجليزية)
- ترانسميريكا على موقع ألو سيني (الفرنسية)
- ترانسميريكا على موقع Turner Classic Movies (الإنجليزية)
- ترانسميريكا على موقع أول موفي (الإنجليزية)
- ترانسميريكا على موقع بوكس أوفيس موجو (الإنجليزية)
- ترانسميريكا على موقع فيلمافينيتي (الإسبانية)
- ترانسميريكا على موقع قاعدة بيانات الأفلام السويدية (السويدية)

- ترانسميريكا على قاعدة بيانات الأفلام على الإنترنت